# Sauro Cavallini
Sauro Cavallini (La Spezia, 4 marzo 1927 – Fiesole, 27 luglio 2016) è stato uno scultore italiano.

## Biografia
Nato a La Spezia, si trasferisce fin da giovane a Firenze dove vive e sviluppa la sua intera produzione artistica. La sua opera più famosa è probabilmente il Monumento alla Vita (conosciuto anche come Inno alla Vita), una scultura in bronzo di tre metri di altezza situata a Strasburgo davanti al Palazzo del Consiglio d’Europa, donata nel 1990 dall'Italia al Consiglio d'Europa. Un modellino in scala di tale opera fu donato nel 1992 dallo scultore a Papa Giovanni Paolo II. 

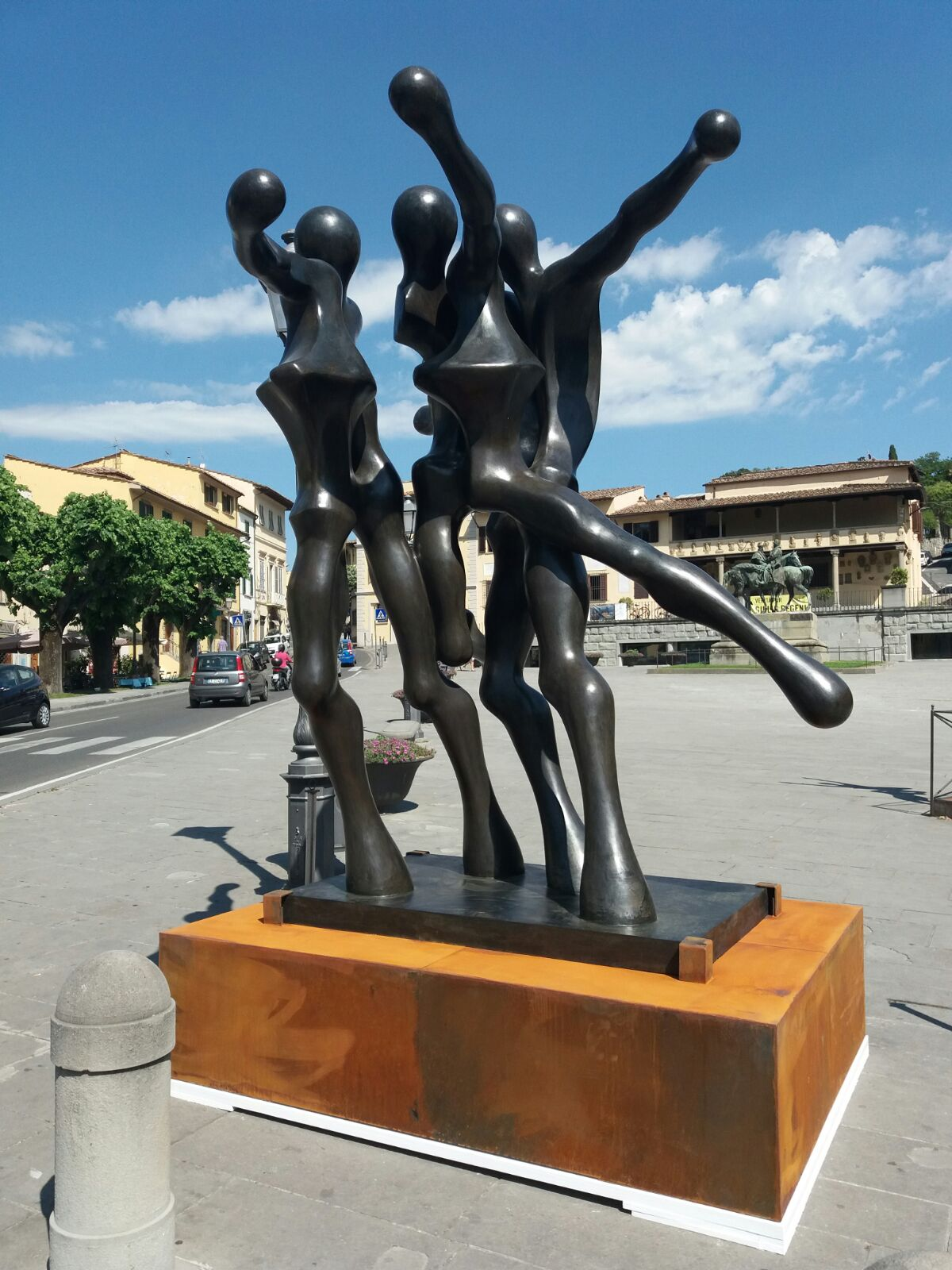
Passo di Danza - Sauro Cavallini - Piazza Mino da Fiesole

Due grandi sculture in bronzo di Cavallini sono esposte nel Principato di Monaco: il Passo a Due (Pas de Doux), situato nei giardini Grace Kelly nel quartiere di Fontvieille, e Fraternità, collocata davanti all'entrata inferiore della stazione ferroviaria di Monaco-Monte Carlo.

Una scultura bronzea dello statista tedesco Konrad Adenauer è esposta dal 1963 nel Palazzo del Governo a Bonn.

Tra le opere situate in luoghi pubblici in Italia è possibile citare la Fontana della Maternità in Piazza Ferrucci e Icaro preso Villa Favard a Firenze, il Volo di gabbiani situato davanti alla sede RAI del capoluogo toscano, l'imponente Monumento a Cristoforo Colombo realizzato in occasione dell'Expo 1992 e collocata a Genova in Viale Brigate Partigiane o il crocifisso esposto nel Cimitero delle Porte Sante presso la basilica di San Miniato al Monte. Altre opere fanno parte di collezioni private o si trovano presso la casa museo dello scultore a Fiesole. 

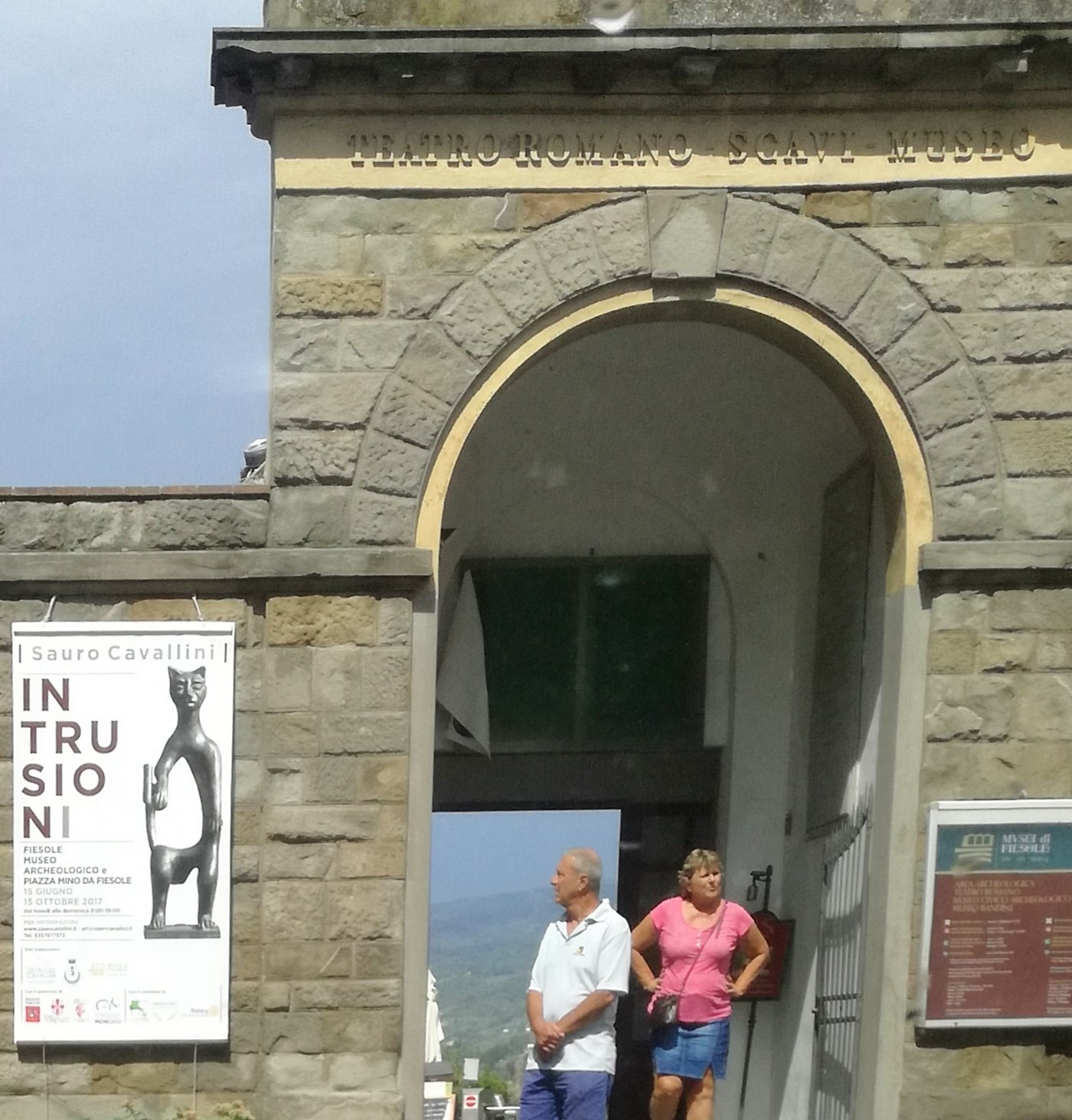
Ingresso del teatro romano di Fiesole

## Opere esposte in luoghi pubblici
- Monumento alla Pace (1979) – Palazzo dei Congressi (Firenze)
- La Nave Umana (Monumento a Cristoforo Colombo) (1985) – V.le Brigate Partigiane (Genova)
- Fontana della Maternità (1968) – piazza Ferrucci (Firenze)
- Passo a Due (1975) – Collezione del Principe Ranieri di Monaco – Giardino Grace Kelly – Montecarlo (Principato di Monaco)
- Fraternità (1980) – Collezione del Principe Ranieri di Monaco – Stazione ferroviaria di Montecarlo (Principato di Monaco)
- Inno alla Vita (1980) – Palazzo del Consiglio d'Europa di Strasburgo (Francia)
- Monumento ai Caduti (1975) – Piazza del Comune – Diano Marina (Imperia)
- Icaro (1968) – ex Villa Favard (Firenze)
- Crocifissione (1968) – Cimitero delle Porte Sante (San Miniato al Monte - Firenze)
- Cavallo Eretto (1976) – Scuole elementari Scarperia (Firenze)
- Ritratto dello statista tedesco Konrad Adenauer (1950) – Palazzo Schaumburg (Governo Federale) - Bonn (Germania)

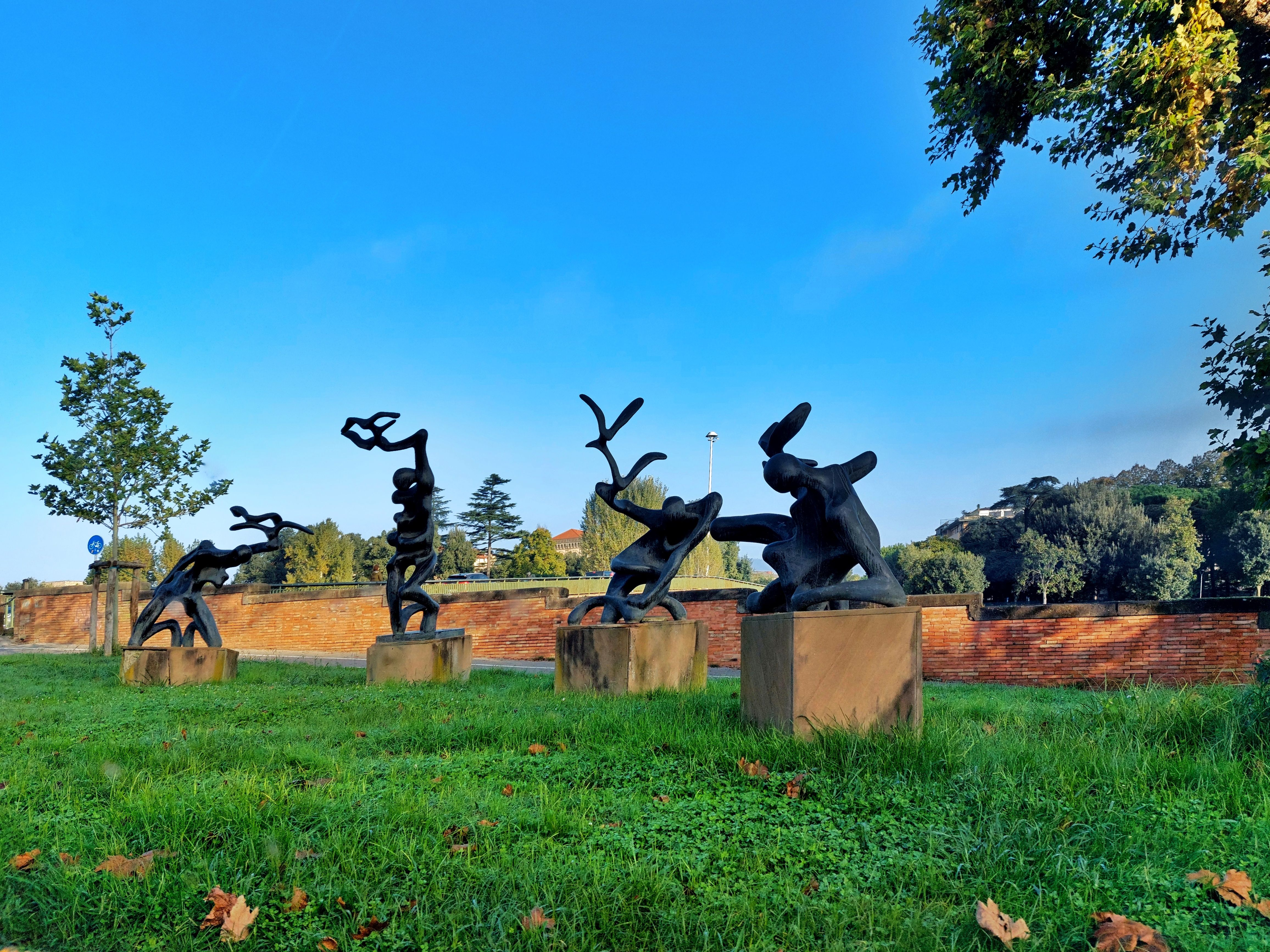
La fontana della Maternità – Firenze - posta nell'aiuola in prossimità del ponte San Niccolò

## Premi
Tra i riconoscimenti ricevuti dallo scultore è possibile citare
- XVI Premio Internazionale del Fiorino d’Oro di Firenze – anno 1965, con la scultura Il gatto
- Fronda d'Oro – anno 1978
- San Valentino – anno 1984
- Coloumbus – anno 1996
- Lifetime Achievement Award (premio alla Carriera) – anno 2017

## Libri di Sauro Cavallini
- Poesie di Mare – Una scogliera da rodere - Autore: Sauro Cavallini - Ed. Stiav
- Cantici del Mare e della Vita - Autore: Sauro Cavallini – Ed. Polistampa – ISBN 88-8304-015-5